# André Du Pré
Pour les articles homonymes, voir Pré (homonymie).
André Du Pré (Andrèu Du Pré en occitan et selon la norme classique) est un poète gascon de langue d'oc du XVIe siècle né à Lectoure (Gers) vers 1580.

## Biographie
André Du Pré fut Conseiller du roi dans sa ville natale.
Ses Poesias Gasconas (Pouesies gascoues, selon la graphie originelle) sont parvenues intercalées entre d'autres œuvres françaises dans un livre daté de 1620 et publié sous le titre Les Feuillets de Sybille. Ces poesias se composent au total de 16 sonnets (en décasyllabes ou en alexandrins) et de 2 chansons. Ce recueil était inconnu avant 1928 et on sait peu de choses sur leur auteur ; selon Pierre Bec, Du Pré était de Lectoure, fils d'un certain Arnaud Du Pré "Conseiller du Roy". Le critique occitan Jean-François Courouau situe sa naissance aux alentours de 1570.

## Œuvres
- Sonnets gascons. Barnabooth & L'Horizon Chimérique, 1988. Traductions de Bernard Manciet.
- Pouesies gascoues (1620). Édition de Jean-François Courouau.
- Poesias Gascoas (1620). Per Noste : Orthez, 2006.